# 와치역
와치역(일본어: 和知駅, わちえき)은 일본 교토부 후나이군 교탄바정에 있는 서일본 여객철도의 철도역이다.

## 역 구조
단식·섬식 2면 3선 구조의 지상역으로, 교행 시설 및 대피 시설이 갖추어져 있다. 니시마이즈루역이 관리하는 무인역이다. 역사는 1번 승강장 쪽에 있으며, 섬식 승강장과는 과선교로 연결되어 있다.
1번 승강장이 하행 본선, 2번 승강장이 상행 본선, 3번 승강장이 상·하행 부본선으로, 3번 승강장은 일부 보통 열차만 쓰고 있다.

### 승강장
| 1   | ■ 산인 본선 | 하행 | 아야베 · 히가시마이즈루 · 후쿠치야마 방면 |
| 2·3 | ■ 산인 본선 | 상행 | 소노베 · 교토 방면                        |

## 역세권 정보
- 유라 강

## 역사

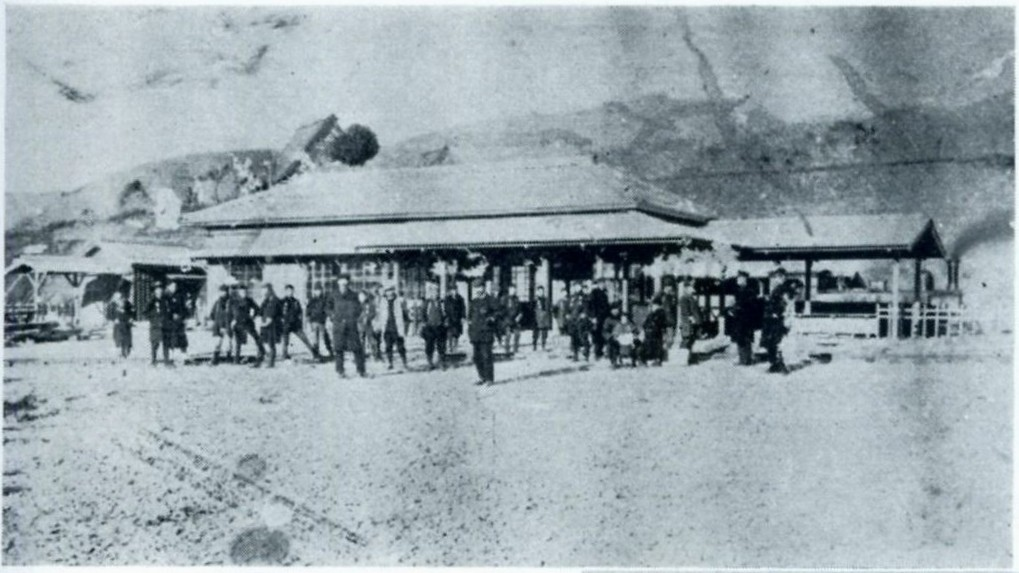
개업 당시의 와치 역

- 1910년 8월 25일 - 일본국유철도 교토 선의 소노베 역 ~ 아야베 역 개통과 동시에 개업.
- 1987년 4월 1일 - 민영화에 따라 서일본 여객철도의 소속이 되었다.

## 인접역
| 서일본 여객철도 산인 본선 | 서일본 여객철도 산인 본선 | 서일본 여객철도 산인 본선         |
| ------------------------- | ------------------------- | --------------------------------- |
| 시모야마 교토 방면        | ■ 산인 본선               | 아세리 기노사키온센·하마사카 방면 |